# Slingsby Falcon 3
Die Slingsby Type 4 (T.4) Falcon 3 war ein zweisitziges Schulsegelflugzeug des britischen Herstellers Slingsby Sailplanes, Scarborough, das in den 1930er Jahren aus dem einsitzigen Schulflugzeug Slingsby Falcon entwickelt wurde. 

## Geschichte
Der Börsenmakler Espin Hardwick aus Birmingham gab 1934 bei Slingsby eine zweisitzige Version der Falcon in Auftrag. Zwar gab es auch in England bereits zweisitzige Schulmaschinen, wie z. B. die Kassel SK-3 Hercules, was Hardwick jedoch wollte, war das weltweit erste Schulsegelflugzeug mit nebeneinanderliegenden Sitzen. Die Umkonstruktion der einsitzigen Falcon 1 bzw. 2 stellte Slingsby vor große Probleme und nahm mehrere Monate in Anspruch. Im Grunde war die Konstruktion jedoch eine vergrößerte Version des Original-Falken von Lippisch. Neben der veränderten Sitzzahl und den Abmessungen unterschied sich die Falcon 3 vor allem durch ein zusätzlich eingefügtes rechteckiges Flügelmittelstück von der einsitzigen Falcon.
Im Mai 1935 wurde der Prototyp an Hardwick ausgeliefert, die Flugleistungen erwiesen sich als so überzeugend, dass weitere Exemplare bestellt wurden. Diese unterschieden sich vom Prototyp durch die vollständige Sperrholzbeplankung des Rumpfes und der Bespannung des Flügelmittelteils mit transparentem Zelluloid, um die Sicht nach oben zu verbessern. Mit diesen und weiteren kleinen Verbesserungen wurden bis Dezember 1938 acht Exemplare für britische Segelclubs hergestellt, eine davon wurde anschließend nach Belgien exportiert. 
Unter den fünf britischen Segelflugzeugen, die im Juli 1937 an den ersten internationalen Meisterschaften auf der Wasserkuppe teilnahmen, befand sich auch eine Falcon 3. Die FAI hatte kurz zuvor eine neue Kategorie für Zweisitzerrekorde eingerichtet, in dieser erreichten am 12. Juli die Piloten Murray und Fox eine Flugdauer von 9 Stunden 48 Minuten und waren damit die ersten Rekordhalter. Da bereits vorher im gleichen Jahr in der Solokategorie eine Flugdauer von über 40 Stunden durch Ernst Jachtmann erreicht wurde, blieb der Zweisitzerrekord ohne besondere Resonanz in der Öffentlichkeit. 
Bis zum Beginn des Zweiten Weltkriegs musste lediglich eine Falcon 3 nach einem Unfall abgeschrieben werden, die restlichen wurden vom Air Training Corps übernommen. 1944 waren noch vier oder fünf Exemplare flugfähig, das letzte fliegende Flugzeug wurde 1947 nach einem Landeunfall auf der Bramcote Naval Air Station schwer beschädigt und danach wahrscheinlich verbrannt.

## Technische Daten
| Kenngröße            | Daten       |
| -------------------- | ----------- |
| Besatzung            | 2           |
| Länge                | 6,73 m      |
| Spannweite           | 17,71 m     |
| Flügelfläche         | 27,41 m²    |
| Tragflächenbelastung | 14,66 kg/m² |
| Flügelstreckung      | 11,4        |
| Leermasse            | 227 kg      |
| max. Startmasse      | 409 kg      |